# تاروونساری
تاروونساری (به فنلاندی: Tarvonsaari) یک منطقهٔ مسکونی در فنلاند است که در راوما واقع شده‌است.